# Nekekulovská molekula
Jako nekekulovské molekuly se označují konjugované uhlovodíky, které nelze popsat klasickou kekulovskou strukturou. Mají dvě nebo i více formálně nabitých
radikálových center, jejichž spinové interakce mohou způsobovat elektrickou vodivost či feromagnetismus (molekulární magnety), což by mohlo najít využití; vzhledem k jejich vysoké reaktivitě a snadnému rozkladu či polymerizaci za pokojové teploty by bylo třeba vyvinout postupy pro jejich stabilizaci.
Tyto molekuly jsou obvykle připravovány a pozorovány s využitím matricové izolace.

## Biradikály
Nejjednodušší nekekulovské molekuly jsou biradikálové. Biradikál je částice se sudým počtem elektronů se dvěma radikálovými centry, která jsou navzájem nezávislá. Jedná se o druh diradikálů.
Jeden z prvních biradikálů připravil Wilhelm Schlenk v roce 1915 podobným způsobem jakým Moses Gomberg získal trifenylmethylový radikál. Do skupiny nazývané Schlenkovy-Braunsovy uhlvodíky patří:
Eugene Müller pomocí Gouyovy váhy zjistil, že jsou tyto sloučeniny paramagnetické a mají tripletové základní stavy.
Další biradikál vytvořil Alexej Čičibabin v roce 1907. Další byly připraveny například v letech 1960 a 1962.
| Čičibabinův biradikál (1907) |  | Yangův biradikál (1960) |  | Coppingerův biradikál (1962) |
| Čičibabinův biradikál (1907) |  | Yangův biradikál (1960) |  | Coppingerův biradikál 1962   |

### Trimethylenmethan
Podrobně prozkoumaným biradikálem je trimethylenmethan (TMM), C4H6. V roce 1966 Paul Dowd zjistil pomocí elektronové paramagnetické rezonance, že jde o tripletovou molekulu. V krystalové formě je všech šest jeho vodíků rovnocenných.

### Chinodimethany a polyaromatické uhlovodíky
K nekekulovským molekulám patří také biradikáloidové chinodimethany, šestičlenné kruhy s methylenovými substituenty.
Nekekulovské polyaromatické uhlovodíky obsahují několik spojených aromatických kruhů. Nejjednodušší takovou sloučeninou je triangulen. Po neúspěšných pokusech Ericha Clara v roce 1953, připravil roku 1995 Richard J. Bushby trioxytriangulen a Kazuhiro Nakasudži vytvořil roku 2001 stabilizovaný triangulen. V  2017 se poté podařilo připravit a zobrazit samotný triangulen.
V roce 2019 byly získány větší homology triangulenu, obsahující 10 ([4]triangulen)ových a 15 šestičlenných ([5]triangulen)ových kruhů. Roku 2021 pak byl vytvořen největší homolog triangulen, obsahující 28 propojených šestičlenných ([7triangulen])ových kruhů
Další zkoumané biradikály jsou odvozené od pleiadenu, rozšířených viologenů, koranulenu, nitronylnitroxidu, bis(fenalenyl)ů a teranthenů.
| Teranthenový biradikál |  | Bisfenalenylový biradikál |
| Teranthenový biradikál Singlet, max. 3 stabilizující Clarovy sextety, stabilní na vzduchu při pokojové teplotě, 50% biradikál, část struktury grafenu |  | Bisfenalenyl biradikál Singlet, max. 6 stabilizujících Clarových sextetů, stabilní na vzduchu při pokojové teplotě, 42% biradikál |

Pleiaden byl vytvořen z acenaftylenu a kyseliny anthranilové s dusitanem amylnatým:
| Příprava pleiadenu              |
| Příprava a dimerizace pleiadenu |

### Oxyallylové biradikály
Oxyallylové biradikály jsou odvozeny od trimethylenethanu náhradou jedné methylenové skupiny atomem kyslíku. Objevují se při otevírání kruhů cyklopropanonů a allenoxidů a ve Favorského přesmycích. Vznikají reakcemi kyslíkových radikálových aniontů s acetonem a byly zkoumány fotoelektronovou spektroskopií. Jejich elektronová afinita činí 1,94 eV.

## Rozdělení

Nevazebné molekulové orbitaly nerozpojených (nahoře) a rozpojených (dole) nekekulovských molekul

Nekekuovské molekuly se dvěma radikálovými centry (nekekulovské diradikály) lze dělit na nerozpojené a rozpojené podle tvaru jejich nevazebných molekulových orbitalů (NBMO).
U nerozpojených molekul, jako je trimethylenmethan, jsou oba NBMO na stejném atomu. Podle Hundova pravidla je každý orbital zaplněn jedním elektronem, u takovýchto molekul tak převažují tripletové základní stavy.
NBMO rozpojených molekul, například tetramethylenethanu, mají oproti tomu elektronovou hustotu na různých atomech. Destabilizace odpudivými Coulombovými silami je tak slabší než u nerozpojených molekul a relativní stabilita singletových a tripletových stavů je podobná, někdy i opačná.